# Antitrogus planiceps
Antitrogus planiceps är en skalbaggsart som beskrevs av Blackburn 1911. Antitrogus planiceps ingår i släktet Antitrogus och familjen Melolonthidae. Inga underarter finns listade i Catalogue of Life.